# Флорентийская республика
Флоренти́йская респу́блика (лат. Respublica Florentina, итал. Repubblica fiorentina) — независимая республика в Северной Италии, существовавшая в 1115—1185 и 1197—1532 годах.
Возникнув как независимая коммуна города Флоренции, республика вскоре подчинила себе бо́льшую часть северной и центральной Тосканы и начала играть одну из важнейших ролей в политической системе средневековой Италии. Флорентийская республика создала сложную систему управления, основанную на недопущении узурпации власти одним лицом и достаточно широкой вовлечённости граждан в формирование государственных органов.
В XIII-XIV веках экономическое развитие Флоренции опережало практически все другие государства не только Италии, но и Европы. Здесь впервые зародилось мануфактурное производство и начались классовые конфликты между наёмными рабочими и патрициатом.
В XIV веке Флоренция стала ведущим центром итальянского Возрождения, в котором творили Данте, Петрарка, Боккаччо, Джотто, Леонардо да Винчи, Микеланджело, Макиавелли и многие другие.
С 1434 года во Флоренции установилась власть рода Медичи, при котором государство трансформировалось в единоличную синьорию.
В период Итальянских войн в республике был установлен уравнительный теократический режим Савонаролы, однако при поддержке Франции и папства, Медичи в 1512 году восстановили свою власть.
В 1532 году республиканское устройство Флоренции было ликвидировано, и страна превратилась в наследственную монархию — Флорентийское герцогство (с 1569 года — великое герцогство Тосканское).

## Ранняя коммуна во Флоренции

### Образование коммуны во Флоренции (XI—начало XII века)

Маркграфство Тоскана в XI веке

Элементы самоуправления в городах Тосканы появились ещё во времена империи Карла Великого, когда возникли коллегии скабинов, избираемые горожанами и участвующие в отправлении правосудия. С распадом империи в IX веке резко усилилась власть маркграфов Тосканы, которые стали наиболее могущественными феодалами Итальянского королевства. Главной резиденцией маркграфов была Лукка, а в другие города были назначены подчинённые им графы. В результате была создана система графств (контадо, от итал. conte — граф) с центрами в городах Тосканы. Крупнейшим контадо было Флорентийское. Однако центральная власть в Тоскане, как и в других областях Италии, была крайне слабой: здесь не существовало королевской администрации, а местные феодальные роды не имели значительных земельных владений и полной власти над городами. Епископы в Тоскане также не смогли поставить графов и города под свой контроль, как это произошло в Ломбардии, а их консервативность в условиях развивающейся Клюнийской реформы не способствовала популярности епископов среди населения.

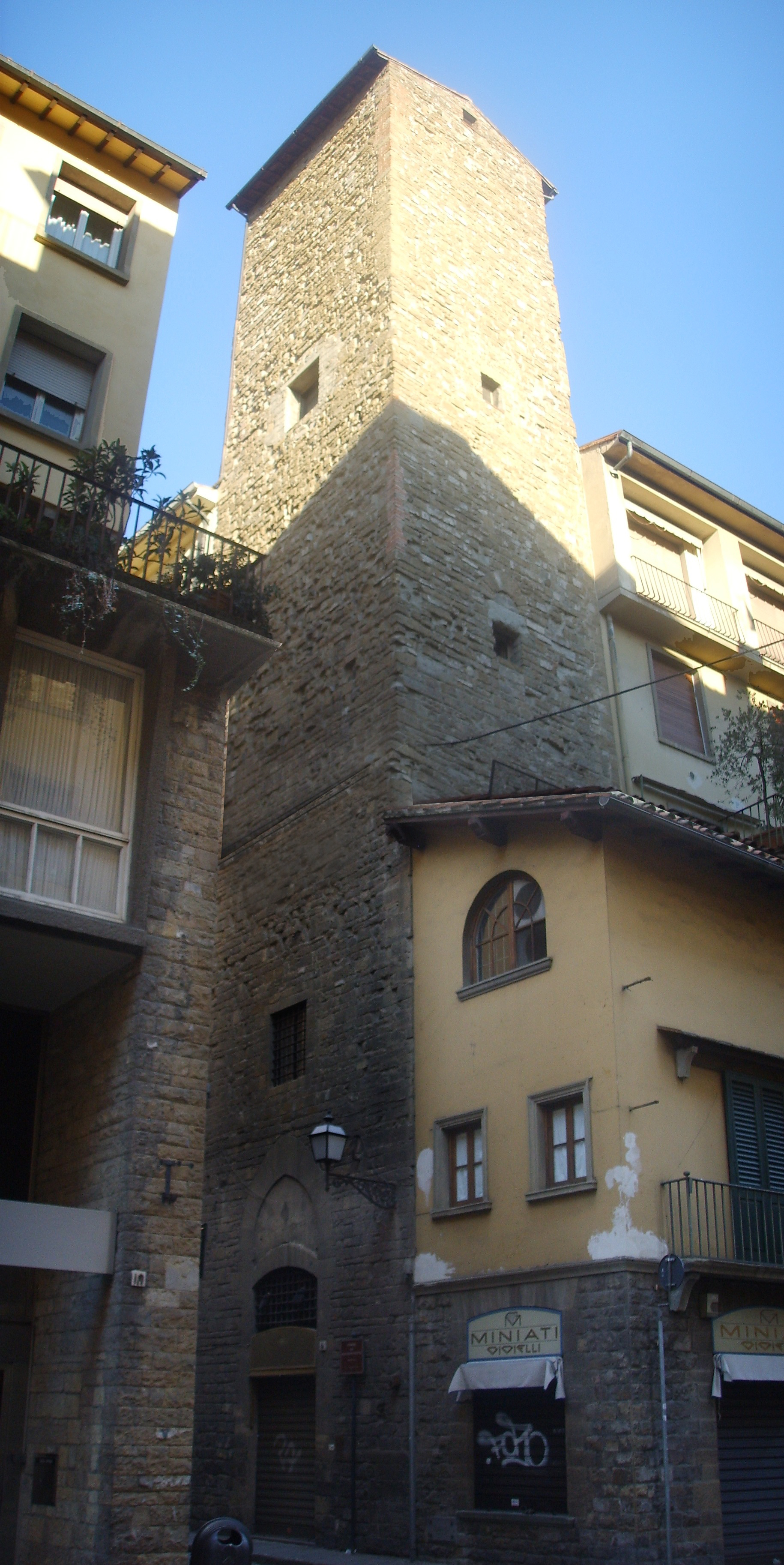
Башня консортерии Бальдовинетти во Флоренции

Бурный рост морской и сухопутной торговли в Тоскане в XI веке привёл к ускорению развития городов и превращению их в политическую силу. В период борьбы императора Священной Римской империи Генриха IV с папой Григорием VII император, стремясь ослабить маркграфиню Тосканскую Матильду, союзницу папы, предоставил (1081) автономию Пизе и Лукке. Флоренция осталась единственным тосканским городом, сохранившим приверженность Матильде, за что получила от неё ряд привилегий. Последние годы правления графини Матильды ознаменовались ослаблением центральной власти в Тоскане и началом столкновений между горожанами и феодальными сеньорами. Уже в 1107 флорентийцы разрушили замок Монте-Галацци, принадлежавший одному из наиболее влиятельных дворянских родов контадо Флоренции. Это стало началом борьбы города за независимость против местных феодалов. Матильда в эту борьбу не вмешивалась, а после её смерти (1115) власть во Флоренции перешла к городской коммуне — самоуправляемой политической организации горожан. Коммуна взяла на себя управление внутренними делами города, урегулирование торговых и ремесленных проблем, сбор налогов и чеканку монеты, а вскоре начала проводить собственную внешнюю политику. Установление власти коммуны во Флоренции в 1115 году считается началом существования самостоятельной Флорентийской республики.
Высшим представительным органом ранней коммуны во Флоренции являлось общее собрание горожан, созываемое четыре раза в год, из состава которого избирался Совет с законодательными функциями. В Совет входило около 150 человек, представлявших, в основном, наиболее состоятельных жителей города. Исполнительная власть принадлежала коллегии двенадцати консулов, избиравшихся на один год. Каждые два месяца двое из них становились руководителями коммуны. Правящей элитой республики было мелкое и среднее урбанизированное рыцарство — вальвассоры, и верхушка купечества, образовавшие особый социальный слой военизированного городского патрициата. В результате молодая республика приобрела ярко выраженный олигархический характер. Для внутренней структуры флорентийского общества XII века была характерна раздробленность социума на большие семейно-родственные группы. Важнейшие городские семьи возводили в пределах Флоренции особые башни-крепости, вокруг которых и формировались так называемые «башенные союзы» двух-трёх родственных семей — консортерии. Всего во Флоренции насчитывалось более 100 консортерий, которые вели между собой постоянную борьбу. Другой пласт социальной организации составляли купеческие и ремесленные цехи, объединявшие представителей одной профессии независимо от их семейно-родственной или социальной принадлежности, а также первые банковские дома.

### Завоевание контадо и установление подестата (XII век)
После смерти графини Матильды (1115) центральная власть в Тоскане окончательно потеряла влияние, хотя пост маркграфа сохранялся на протяжении всего XII века. Началась длительная борьба между городскими коммунами и феодальными родами за власть и контроль над территорией области. Первым шагом на пути флорентийской экспансии в Тоскане стало взятие и разрушение соседнего города Фьезоле (1125). Постепенно флорентийцы захватили все замки аристократов контадо и подчинили себе епископа Флоренции. К середине XII века территория флорентийского контадо оказалась под властью коммуны, крупнейшие аристократы — семьи Гвиди и Альберти — признали власть Флоренции. Произошло переселение феодалов в город и их вхождение в муниципальные структуры. В 1182 году император Фридрих I Барбаросса во время своего визита в Тоскану признал самоуправление городских коммун, ограничив власть маркграфа взиманием имперских налогов и осуществлением правосудия. Флоренция получила от императора хартию (1187), в которой были зафиксированы привилегии и самостоятельность флорентийской коммуны.

Флоренция и коммуны Тосканы после подчинения контадо (XIII век)

На съезде в Сан-Дженезио (1197) тосканские города (Флоренция, Пиза, Сиена, Лукка, Ареццо, Вольтерра) заключили между собой союз, поделив территорию бывшего маркграфства на сферы влияния. В результате развернулась гражданская война между ведущими городскими коммунами с одной стороны, и феодалами и мелкими населёнными пунктами сельской местности, с другой, завершившаяся установлением в Тоскане власти нескольких городов-государств. После завоевания своих контадо в первой четверти XIII века города вступили в конфликты друг с другом. Для Флоренции самым главным противником стала Сиенская республика, чья экспансия развивалась в направлении флорентийского контадо. Борьба Сиены и Флоренции за два небольших города Монтепульчано и Монтальчино продолжалась с переменным успехом несколько веков. Флорентийцам удалось заключить союз (1171) с Пизой — крупнейшим морским портом Тосканы — и добиться того, чтобы флорентийские товары облагались на кораблях пизанцев по таким же ставкам, как и пизанские. Однако в начале XIII века усиление Флоренции в Центральной Тоскане привело к складыванию двух враждебных блоков: Флоренция и Лукка против союза Пизы и Сиены. Последние традиционно ориентировались на императора, что привело Флоренцию в лагерь папы римского. Это положило начало борьбе гвельфов и гибеллинов в Тоскане.
В период завоевания контадо произошли важные изменения в государственном устройстве Флоренции. На смену коллегии двенадцати консулов в качестве главы государства пришёл институт единоличного подеста́ — наёмного градоначальника, избираемого на один год обычно из иногородних, и находящегося под контролем коммунальных органов. Подеста являлся председателем коллегиальных органов республики и возглавлял её ополчение. Первое упоминание о подеста во Флоренции относится к 1193 году, а в начале XIII века подестат окончательно сложился в качестве государственной системы Флоренции и других тосканских городов. Установление подестата означало падение влияния старого городского нобилитета и переход власти к богатым пополанам. К этому времени город достиг уже достаточно высокого уровня процветания, о чём свидетельствует, например, тот факт, что новые городские стены, включившие в состав города ряд бывших пригородных земель, были возведены всего за два года (1173—1175). Флоренция стала крупнейшим населённым пунктом и торговым центром Центральной Тосканы, численность её жителей достигла 30 тыс. человек. Торговые связи флорентийских купцов распространились на значительную часть Западной Европы.

### Борьба гвельфов и гибеллинов во Флоренции (1216—1260)
Уже в 1210-х годах во Флоренции началась борьба между сторонниками папы (гвельфами) и императора (гибеллинами). Республика оказалась расколотой на два враждующих лагеря, использующих политические пристрастия для борьбы за власть в коммуне. Победа императора Фридриха II в битве при Кортенуово (1237) резко усилила партию гибеллинов в Северной и Средней Италии. Под давлением Фридриха II Флоренция признала (1238) сюзеренитет империи, а на пост подеста спустя некоторое время был назначен незаконный сын императора Фридрих Антиохийский, начавший политику централизации управления и объединения Тосканы в единое государство. Приход к власти в республике гибеллинов вызвал недовольство большей части горожан. В 1248 году ведущие гвельфские семьи покинули Флоренцию, что привело к массовым репрессиям в городе против оппозиции. Однако практически вся Тоскана оказалась охваченной восстанием против императора. В 1250 году власть гибеллинов была свергнута, Фридрих Антиохийский и его сторонники бежали из города. В республике была установлена «Первая демократия» (итал. Il Primo Popolo) (1250—1260).
В период «Первой демократии» власть перешла к пополанам, а социальная база политического режима Флоренции была существенно расширена за счёт широких слоёв ремесленников и торговцев. Во главе республики встал капитан народа — военачальник и глава «малой (пополанской) коммуны». Подеста, представлявший интересы богатой олигархии, был отстранён от власти. Был также создан новый муниципальный орган — Совет старейшин (итал. Consiglio degli Anziani), в состав которого вошли по два представителя от всех шести районов города. Совет старейшин сконцентрировал в своих руках финансовое и фискальное управление республики. Другой опорой режима стал Совет цехов: впервые в правительстве республики оказались представлены как богатые торговцы, так и представители ремесленных кругов общества. Консортерии были упразднены, а их башни разрушены.

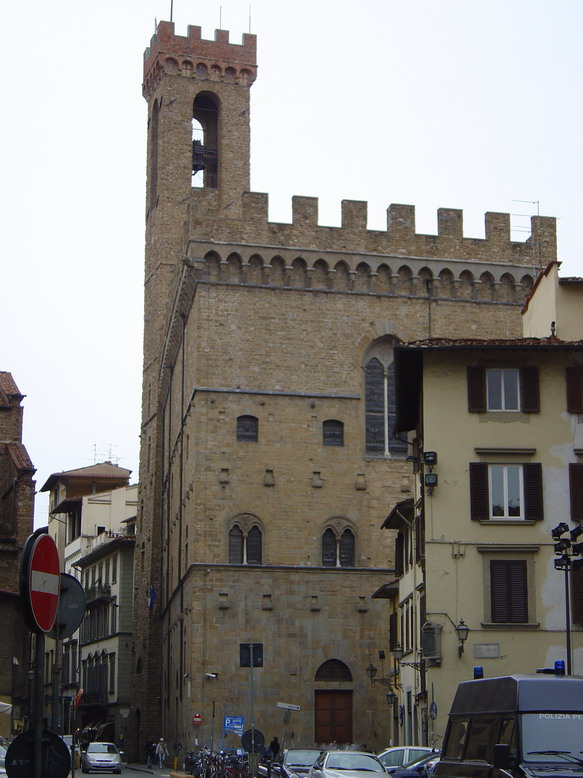
Палаццо дель Пополо
(Палаццо дель Барджелло) во Флоренции

Новое пополанское правительство продолжило политику территориальной экспансии: в 1251 году город установил контроль над небольшим морским портом Таламоне (ит.), в результате чего республика получила непосредственный выход к морю. Это вызвало складывание против Флоренции лиги гибеллинских коммун Тосканы — Пизы, Сиены и Пистойи — и начало войны между тосканскими государствами. Флорентийская армия добилась значительных успехов, разбив сиенские войска и в 1254 году подчинив Пистойю. Сиена была вынуждена заключить мир (1255), уступив Флоренции ряд пограничных территорий. В то же время к Флоренции была присоединена Вольтерра. Пиза, потерпев поражение от Генуи, согласилась предоставить флорентийским купцам право беспошлинной торговли через её порт. В результате в 1255 году в Тоскане установилась гегемония Флоренции.
Период «Первой демократии» ознаменовался успехами не только во внешней политике, но и в экономическом развитии. Город достиг своего расцвета, активно велось новое строительство (в том числе Палаццо дель Пополо (с итал. — «дворец народа»), резиденция высших магистратур республики, заложенный в 1255 году), в обращение был выпущен золотой флорин (1252), ставший самой популярной монетой в Европе, что свидетельствовало о превращении Флоренции во всеевропейский финансовый центр. Однако сохранялась внешняя угроза: коронация Манфреда Сицилийского (1258) возродила надежды на реванш у итальянских гибеллинов. Они попытались совершить государственный переворот во Флоренции, но потерпели поражение и были изгнаны. Гибеллины нашли убежище в Сиене, где стал формироваться центр сторонников императора в Средней Италии. В 1260 году флорентийская армия, включавшая отряды других гвельфских коммун Тосканы, атаковала Сиену, но в битве при Монтаперти 4 сентября 1260 года флорентийцы были наголову разбиты. Спустя неделю войска гибеллинов вошли во Флоренцию. Пополанская конституция была ликвидирована, к власти пришли гибеллины — сторонники короля Манфреда.

### Торжество гвельфов и установление приората (1260—1293)
После прихода к власти (1260) гибеллинов, гвельфы были изгнаны из республики, их имущество конфисковано, дома и башни разрушены. Изгнанники нашли убежище в Лукке — единственном городе Тосканы, где сохранилось правление гвельфов. Во главе Флорентийской республики встал граф Гвидо Новелло, назначенный Манфредом Сицилийским генеральным викарием всей Тосканы. Граф Гвидо немедленно атаковал Лукку, и принудил её согласиться на изгнание гвельфов (1264). В результате вся Тоскана оказалась во власти гибеллинской партии. Однако папа римский обратился за помощью к французскому принцу Карлу Анжуйскому и передал ему корону Сицилийского королевства. В битве при Беневенто (1266) Манфред был побеждён и убит. На следующий год войска Карла Анжуйского вторглись в Тоскану. Его экспедиция в значительной степени была профинансирована флорентийскими банкирами, симпатизировавшими гвельфам. Известие о подходе французских войск заставило графа Гвидо и гибеллинов бежать. Власть в республике вновь перешла к гвельфам. Карл Анжуйский был избран на пост подеста Флоренции и сохранял эту должность на протяжении последующих тринадцати лет. К 1270 году вся Тоскана оказалась под контролем гвельфов.
В период правления Карла Анжуйского внутренняя автономия Флоренции сохранялась несмотря на то, что король взял в свои руки всю внешнюю политику республики. Пополаны были отстранены от управления, а власть сконцентрировалась в руках магнатов (нобилитет и крупные землевладельцы) во главе с Советом Шести. Рост влияния короля Карла и Франции вызвал недовольство папы римского Григория X, который попытался (в 1273) достичь примирения между флорентийскими гвельфами и гибеллинами, но потерпел поражение из-за позиции Карла и радикальных гвельфов. Лишь в 1280 году папскому легату кардиналу Латино деи Франджипани удалось добиться соглашения между гвельфами и гибеллинами Флоренции, которые договорились разделить между собой муниципальные должности в республике. Во Флоренцию вернулись умеренные гибеллины, которым была возвращена их собственность. Однако фактически у власти остались гвельфы: сторонники императора были во Флоренции малочисленны и слабы в экономическом отношении. Карл Анжуйский был смещён с поста подеста республики.
Падение власти анжуйцев послужило толчком к новому витку борьбы за влияние между различными социальными группами во Флоренции. Бурное развитие торговли, привилегии, полученные флорентийскими купцами во Франции, Неаполе и некоторых других государствах, резко усилили влияние торговых цехов. Торговые цехи Флоренции фактически захватили власть в республике (1282) через институт своих представителей — приоров цехов, оттеснив от управления другие муниципальные органы. Старая конституция республики была отменена (1283) и установлен режим приората, обеспечивший господство торговой верхушки («жирный народ» — итал. popolo grasso), объединённой в семь старших цехов Arti maggiori. С 1287 к власти получили доступ также пять «средних» цехов. Вне правящей элиты остались «младшие цехи» Arti minori, в которые были объединены более бедные слои ремесленников («тощий народ» — итал. popolo minuto). Нобили первоначально сохранили право на участие в управлении при условии, что они вступят в один из двенадцати правящих цехов.
Торжество гвельфов во Флоренции сопровождалось усилением флорентийской экспансии в Тоскане. К власти в Ареццо пришли гибеллины (1287), что вызвало вторжение и победу флорентийцев. Однако разразившаяся война (1288) с гибеллинской Пизой была для Флоренции крайне неудачна, что вызвало антипатрицианское движение во главе с Джано делла Белла, сторонником более широкой демократии. В результате были приняты «Установления справедливости» (итал. Ordinamenti di Giustizia) (1293), закрывшие магнатам доступ к органам управления Флорентийской республики. Сформировалась новая политическая система, на два столетия закрепившая демократические начала государственной администрации и правление пополанов. Каждый из 21 цеха Флоренции получил долю участия в управлении, хотя реальная власть оставалась за старшими цехами. Ярким результатом демократизации флорентийской республики стало освобождение крестьян от крепостной зависимости на всей территории государства (1289).

## Флорентийская республика периода расцвета

### Борьба «белых» и «чёрных» гвельфов (конец XIII — начало XIV века)
Конституционные реформы Джано делла Беллы (1292—1293) ликвидировали власть магнатов, отстранили их от управления и лишили избирательных прав. Была установлена «Вторая демократия» (итал. Il Secondo Popolo), опиравшаяся на широкие слои цеховых ремесленников и торговцев. Однако жёсткие меры против магнатов и доминирование Джано делла Беллы, опиравшегося на неорганизованные массы, вызвали недовольство части флорентийского общества. Процесс против одного из магнатов (1295) вылился в разгром дворца подеста. Это вызвало ответную реакцию и приход к власти умеренных пополанов. Делла Белла покинул Флоренцию. Магнатам, номинально включённым в состав цехов, было возвращено избирательное право. Однако напряжённость между умеренными и радикалами сохранялась. Во главе умеренных «белых гвельфов» (итал. Bianchi) стоял Вьери де Черки, представлявший интересы верхушки торгово-ремесленных слоёв («жирного народа»), склонной к примирению с гибеллинами, во главе радикальных «чёрных гвельфов» (итал. Neri) — Корсо Донати, опиравшийся на нобилитет и ярых сторонников папы. К «чёрным гвельфам» примкнул «тощий народ», враждебный торгово-ремесленной элите республики. Борьба между «белыми» и «чёрными» продолжалась с переменным успехом до конца XIII века, пока Флоренцию не захватили войска Карла Валуа (1301), приглашённого папой Бонифацием VIII для поддержки «чёрных». Франко-папская армия изгнала из города умеренных (1302), в их числе и Данте Алигьери, и установила режим террора против «белых»: более 600 жителей Флоренции были приговорены к смерти. Все посты в республике заняли сторонники Донати.
«Белые гвельфы» нашли убежище в гибеллинских коммунах Тосканы, прежде всего в Пизе, и обратились за помощью к императору Генриху VII, вступившему со своей армией в Италию. Хотя император скончался во время организации похода на Флоренцию (1313), внешняя угроза оставалась острой: против республики выступил пизанский диктатор Угуччоне делла Фаджиола, разбивший в сражении при Монтекатини (1315) флорентийское ополчение, а затем на владения Флоренции напал синьор Лукки Каструччо Кастракани, подчинивший себе практически всю Тоскану. Флоренция была вынуждена призвать на помощь Роберта, короля Неаполя, и предоставить ему высшую власть в республике и право назначения подеста. Сюзеренитет неаполитанского короля над Флоренцией продолжался до 1322 года. Однако захват Каструччо Кастракани Пистойи (1325) и очередное поражение флорентийцев при Альтопашо вновь потребовали экстраординарных мер: Флоренция перешла к практике найма вооружённых отрядов иностранных кондотьеров для своей защиты. Синьором республики с правом назначения подеста, приоров и ряда других должностных лиц и огромным денежным вознаграждением был избран герцог Карл Калабрийский, сын короля Роберта. Флоренции удалось освободить Пистойю, а со смертью (1328) Каструччо Кастракани отпала необходимость в правлении иностранцев. В результате была восстановлена старая республиканская конституция.

### Социально-экономическое развитие Флоренции в середине XIV века

Флоренция в конце XIV века. Старинная гравюра

К середине XIV века Флоренция превратилась в ведущий финансовый и промышленный центр Европы. Банковские дома Флоренции кредитовали ведущие европейские государства и папу римского, брали на откуп взимание налогов в Англии, Франции, Неаполе, получали монопольные права на вывоз основных продуктов (шерсти из Англии, зерна из Южной Италии). Продукция суконных и шерстяных мастерских республики экспортировалась по всей Европе и Восточному Средиземноморью, а сырьё для производства столь ценимого тонкого флорентийского сукна привозилось в город из Англии, Фландрии и Франции. Флоренция стала одним из первых государств, где начали развиваться капиталистические отношения, возникла прослойка наёмных рабочих и мануфактурное производство.
В середине XIV века продолжалась экспансия Флорентийской республики в Тоскане. Были окончательно присоединены Пистойя (1331), Ареццо (1351), Вольтерра (1361). Попытка захвата Лукки оказалась неудачной несмотря на союз, заключённый с Венецией (1336). Более того, Лукка перешла под власть Пизы (1342), что вынудило Флоренцию вновь обратиться за военной помощью к иностранцам. Капитаном и пожизненным протектором Флоренции был избран герцог Афинский Готье де Бриенн (1342), в руках которого сосредоточилась административная власть, управление финансами и иностранными делами. Готье де Бриенн заключил мир с Пизой и начал борьбу с финансовым кризисом путём введения моратория на погашение долгов. Опираясь на нобилитет с одной стороны, и низшие слои населения с другой, Готье де Бриенн попытался уничтожить республиканское устройство, а во время выступления «тощих» в поддержку герцога был разграблен Дворец Синьории и уничтожено знамя народа (гонфалон) — символ республики. Приоры были лишены власти. Покушения на основы конституционного строя республики вызвали в июле 1343 года восстание во Флоренции под лозунгом восстановления свободы, во главе которого стояла цеховая верхушка и некоторые нобили, в том числе Медичи. Готье де Бриенн был изгнан, а к власти пришли магнаты и «жирные пополаны». Однако попытка магнатов добиться возвращения им прав на занятие высших государственных должностей провалилась: новое восстание пополанов в сентябре 1343 года привело к изгнанию магнатов из Флоренции. Была осуществлена реформа, обеспечившая раздел власти в республике между старшими, средними и младшими цехами, что означало дальнейшую демократизацию общественно-политического строя.
Однако в связи с банкротствами английского и французского королевств (1340-е) в стране разразился тяжёлый финансовый кризис, особенно сильно затронувший ведущие банковские дома Барди и Перуцци. Кризис в значительной степени подорвал позиции флорентийской олигархии и способствовал демократизации государственной системы. Население города к этому времени выросло до 120 тысяч человек, причём значительно увеличился удельный вес нецеховых ремесленников и наёмных рабочих из иммигрантов. Они не имели представительства в органах управления и права на объединение в торгово-ремесленные корпорации. Это усиливало антагонизм между цехами и нецеховым населением и выливалось в голодные бунты (1368) и первые в европейской истории забастовки рабочих (забастовка чесальщиков шерсти 1345 года). В 1346  году был принят закон, лишивший избирательных прав иммигрантов, чьи отцы не родились во Флоренции. Правительство попыталось запретить (1347) занятие государственных должностей гибеллинами, однако этот закон не прошёл из-за сопротивления младших цехов, опасавшихся злоупотреблений при выборах. Эпидемия чумы (1348), унёсшая почти половину населения, ненадолго сдержала процесс усиления аристократических элементов, однако уже в 1351 году был, наконец, утверждён закон о гибеллинах, причём право определения лиц, отстраняемых от занятия должностей, предоставлялось Синьории. В результате значительная масса граждан была лишена избирательных прав.
Внешняя политика после восстановления демократической конституции (1343) лишилась экспансионистских устремлений и ограничивалась обороной границ республики. Более широко стала использоваться практика найма военных отрядов иностранных кондотьеров для защиты рубежей и отражения попыток агрессии в отношении Флоренции со стороны сопредельных государств. Лишь в 1362 республика оказалась втянута в широкомасштабные военные действия против Пизы, однако война завершилась (1364) взаимным истощением сторон и признанием права свободной торговли Флоренции через пизанский порт.

### Восстание чомпи и приход к власти олигархии (конец XIV — начало XV века)
Безраздельное господство партии гвельфов во Флоренции в 1370-х годах привело к серьёзному политическому кризису: из-за протекционистской политики папы римского и грабительских набегов папских кондотьеров на территорию республики разразилась война Флоренции с папой Григорием XI (Война восьми святых 1375—1378). Хотя военные действия не отличались жестокостью и велись силами наёмных отрядов, война повлекла огромные государственные расходы, крупные убытки торгово-ремесленных кругов и моральный кризис. После бесславного завершения войны одна из враждующих группировок в партии гвельфов во главе с семьёй Альбицци попыталась захватить власть в республике и изменить конституцию. Это вызвало ответную реакцию пополанов: 18 июня 1378 года по призыву гонфалоньера Сальвестро де Медичи во Флоренции вспыхнул народный мятеж, изгнавший лидеров партии гвельфов и передавший власть младшим цехам. Но уже в июле восстание подняли неорганизованные наёмные рабочие шерстяных мастерских — чомпи, которые потребовали предоставления им права на создание цехов и участие в правительстве. Восставшим во главе с Микеле ди Ландо удалось захватить власть и добиться организации трёх новых цехов: Тинтори (красильщики), Фарсеттаи (портные) и Чомпи (чесальщики шерсти и прочие подсобные рабочие), которые получили право избирать трёх из девяти приоров республики. Это было кардинальное изменение всей конституционной системы и попытка включения низов в политическую элиту. Но 31 августа 1378 года отряды чомпи были разбиты объединившимися против них пополанами. Цех Чомпи был упразднён, однако другие два новых цеха сохранились. Власть перешла к младшим цехам, которые попытались провести реформы налогообложения и ликвидировать финансовый кризис. Однако борьба на два фронта, против чомпи и против гвельфов, неудача реформ и отсутствие авторитетного лидера среди «тощих» ослабили режим. В 1382 году во Флоренции вспыхнул мятеж магнатов, которые отстранили младшие цехи от власти, ликвидировали новые корпорации Тинтори и Фарсеттаи и восстановили контроль старших цехов над государственной администрацией.
Восстание чомпи обнажило глубокие социальные и конституционные противоречия в республике, однако во Флоренции главным источником противостояния были конфликты между семьями. Флорентийская семья являлась очень сильным, хотя и неустойчивым институтом, являвшимся основой конституционной системы, чьи родственно-территориальные связи пронизывали социальные слои и поддерживали состояние постоянной нестабильности в обществе. В 1382 году к власти пришла узкая олигархия нескольких семей магнатов и «жирных пополанов», среди которых ведущая роль к началу XV века постепенно перешла к роду Альбицци. Олигархи осуществили новую реформу системы государственного управления: были резко усилены полномочия специальных комиссий, доля младших цехов в управлении снижена до 1/4, установлен контроль над процедурой выборов, власть приоров и советов коммуны и народа сильно ограничена новыми коллегиальными институтами, представляющими интересы правящей олигархии. Однако политическая элита Флоренции оставалась относительно открытой и не превратилась в замкнутую касту, радикальных изменений в законодательстве и организации системы управления не произошло. Продолжались межсемейные конфликты внутри правящей олигархии, и хотя Альбицци доминировали в системе управления республикой на рубеже XIV-XV веков, им так и не удалось монополизировать власть.

Экспансия Флоренции
в XIV — начале XV вв.
Цветом выделена территория республики в границах 1300, 1377, 1433 годов.

Конец XIV — начало XV века ознаменовались резким усилением внешней угрозы. Экспансия миланского герцога Джангалеаццо Висконти в направлении Тосканы (с 1390) подрывала международные позиции республики. Висконти удалось присоединить к своим владениям Перуджу, Сиену, Пизу и Болонью. Флоренции, оказавшейся со всех сторон окружённой миланскими владениями, пришлось фактически вести войну за независимость. Лишь смерть Висконти (1402) спасла город. Одновременно возобновилась экспансия республики: был возвращён контроль над Ареццо (1384), а в результате войны 1405—1406 годов к Флоренции была присоединена Пиза — крупнейший морской порт Тосканы. Благодаря этому резко усилились позиции флорентийцев в Средиземноморье и Византии. В 1421 году у Генуи были приобретены Ливорно и значительная часть тосканского побережья. Длительная война Флоренции с Владиславом, королём Неаполя, подчинившим себе значительную часть Папской области, привела к присоединению Кортоны. Был заключён долгосрочный союзный договор (1425) с Венецией, направленный против Милана, согласно которому Тоскана и Романья признавались сферой влияния Флоренции, однако после завершения войны против миланцев (1428) Флоренция не получила никаких компенсаций.
В 1429 году Флоренция атаковала Лукку, однако эта война оказалась неудачной. На помощь Лукке пришли Сиена и Милан, война превратилась в затяжную и крайне тяжёлую в финансовом отношении. Одна лишь авантюрная попытка затопить Лукку отводом вод реки Серкьо (1430) стоила республике 40 тысяч золотых флоринов. В 1433 году флорентийские войска были разбиты, а миланцы подошли к самой Флоренции. Пришлось заключить мир и отказаться от претензий на Лукку. Неудачная война подорвала позиции правительства и резко обострила внутренние противоречия. Давняя вражда между правящим родом Альбицци и богатой и влиятельной семьёй Медичи, слабо представленной в органах управления республики, вылилась в открытое противостояние. В 1433 году Ринальдо Альбицци, одержав победу на выборах в Синьорию, арестовал и изгнал Козимо Медичи (Старшего) из Флоренции и конфисковал имущество его семьи.

### Система управления Флорентийской республики

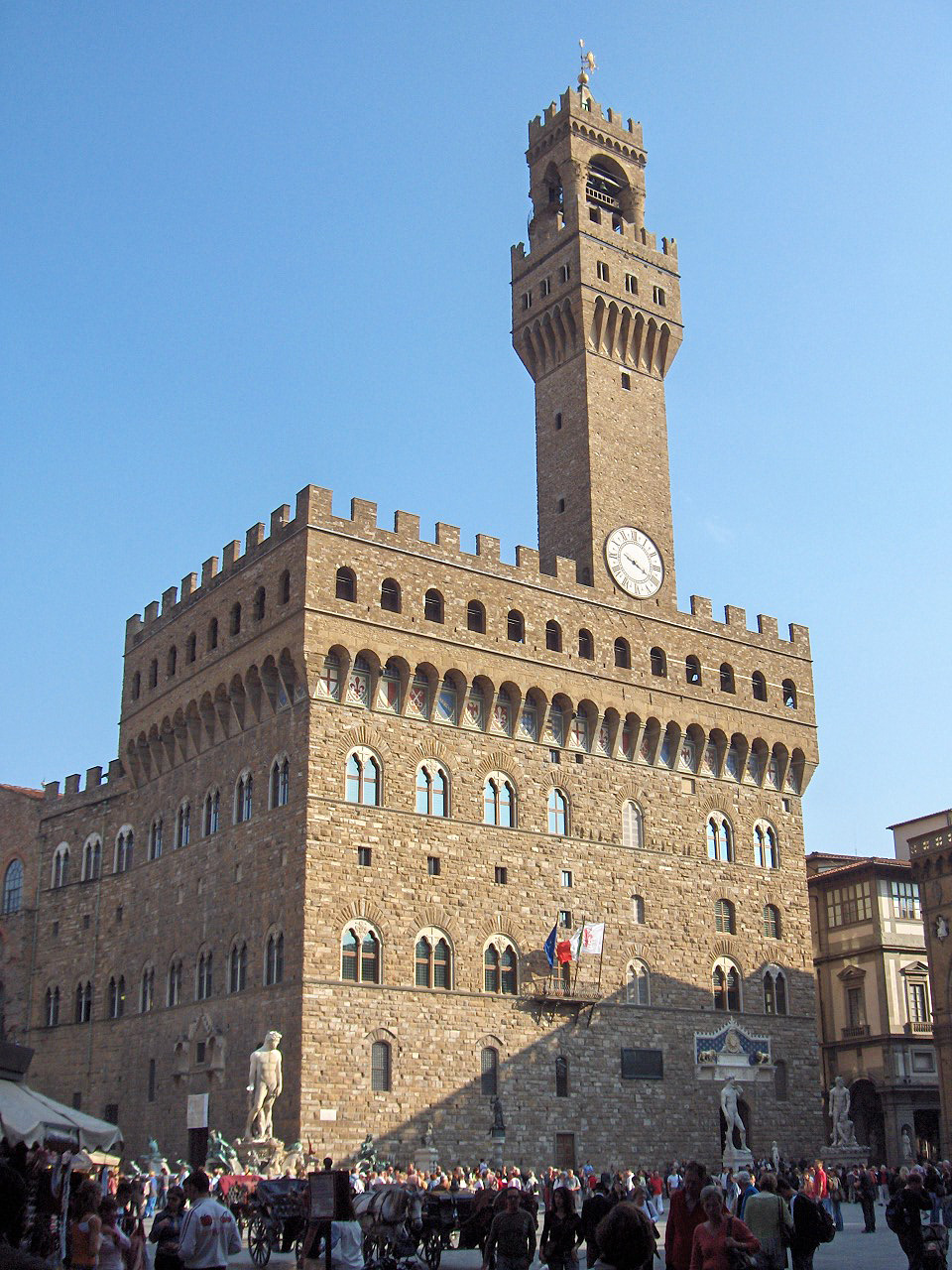
Палаццо делла Синьория —
резиденция Совета приоров Флоренции

Для Флорентийской республики XIV века было характерно необычайно широкое участие населения в государственном управлении, что позволяет говорить о высокой степени демократизации общественно-политической системы. К концу века в республике существовало более 3000 государственных должностей, для замещения которых ежегодно проводились выборы, причём значительная часть должностей замещалась по жребию. Право избирать и быть избранными в органы государственного управления имели все члены торгово-ремесленных корпораций (цехов). Лишь неорганизованные наёмные рабочие, иммигранты и дворяне были лишены избирательных прав. Уровень участия народа во власти во Флоренции был беспрецедентным для того времени. Громоздкость административной системы, узкая функциональная специализация её органов и система баланса власти между различными магистратами обеспечивала поддержание республиканского строя и препятствовала узурпации власти во Флоренции одним человеком.
Согласно «Установлениям справедливости» (1292), высшим исполнительным органом республики стала коллегия шести приоров, представлявших старшие цехи. Приоры руководили внутренней и внешней политикой государства и обладали правом законодательной инициативы. Приоры избирались на два месяца и во время исполнения своих обязанностей проживали в специально отстроенном Дворце Синьории (Палаццо делла Синьория; итал. Palazzo della Signoria). Преемников действующих приоров избирали на особом собрании, в котором участвовали сами приоры, главы двенадцати правящих цехов и представители шести районов города. В 1293 была учреждена новая должность седьмого приора — гонфалоньера справедливости, получившего функции главы государства и право приведения в исполнение судебных решений против должностных лиц республики. Гонфалоньеру была подчинена особая гвардия из тысячи человек. Шесть приоров и гонфалоньер образовали правительство Флорентийской республики — Синьорию.
Формирование коллегии приоров не уничтожило старых муниципальных институтов. Продолжала существовать должность подеста, на которую избирались, обычно, иностранцы на срок в один год. Подеста выполнял функции верховного судьи и главнокомандующего вооружёнными силами республики. В своей деятельности подеста подчинялся приорам. В структуру его администрации входили два совета — Совет старейшин (Совет анцианов), в который входили по два представителя от каждого из шести районов Флоренции, и Совет ста, представлявший собой выборный сенат. Подеста и его советы представляли интересы городской коммуны в целом. Для пополанской части населения существовали также особые магистраты — капитан народа, возглавлявший цеховую милицию, призванную защищать конституционный строй, и два подчинённых ему совета, избираемых всеми цехами Флоренции.
Институтом прямой демократии являлись всенародные собрания (итал. parlamento), в которых могли принимать участие все граждане. Хотя этот институт существовал практически на всём протяжении истории независимой республики, особых прав он не имел и созывался крайне нерегулярно для подтверждения отдельных решений правительства или должностных лиц. Эти собрания санкционировали административные или налоговые реформы, но не могли обсуждать законопроекты и не имели судебной власти.

Деление Флоренции на четверти и «знамёна» (гонфалоны) в XV веке

После удаления анжуйцев (1328) была проведена новая реформа системы управления. Главными нововведениями стало избрание на государственные должности по жребию и фиксирование права на власть за всеми 21 цехом Флоренции. Кроме того, была реорганизована система советов: вместо многочисленных коллегий при высших органах власти создано три: Совет коммуны при подеста с судебно-законодательными функциями из 250 человек выбиравшихся всеми гражданами коммуны, Совет народа при капитане, представлявший интересы цехов и состоявший из 300 человек, избиравшихся пополанами, а также Совет ста при приорах, игравший роль сената республики. К двенадцати старейшинам («добрым людям») были добавлены ещё шестнадцать гонфалоньеров вооружённых милиций народа, представителей 16 районов («знамён» — итал. gonfalon) Флоренции, которые вместе образовали особую коллегию — Совет синьории, утверждавшую законопроекты приоров до их рассмотрения в советах. Совет народа и Совет коммуны представляли собой законодательные органы республики. Новая система организации управления сильно ограничила возможности узурпации власти одним лицом, как это происходило в других итальянских коммунах начала XIV века, когда на смену республиканскому устройству приходили тирании и синьории, в том числе и наследственные.
В 1343 году был осуществлён ещё один шаг по демократизации: Синьория была расширена до девяти приоров, из которых двое избирались от старших цехов, трое от средних, трое от младших, а девятый избирался из каждого цеха по очереди. Таким образом в правительство республики получили доступ младшие цехи.
Избирательными правами в республике пользовались члены двадцати одного флорентийского цеха. Магнаты, дворяне, иммигранты в первом поколении, нецеховые ремесленники и наёмные рабочие были лишены права занятия государственных должностей и участия в выборах. По закону (1351) Синьория также получила право определять, кто из граждан является «гибеллином», и таким образом отстранять от участия в выборах неугодных. Выборы производились особой коллегией скрутаторов, избираемой цехами, которые в свою очередь путём жребия на основе сводного списка лиц из кандидатов от кварталов, цехов и партии гвельфов определяли лиц для замещения государственных постов. Приоры избирались на два месяца, члены законодательных органов — Совета коммуны и Совета народа — на шесть месяцев. Списки лиц, предлагаемых для избрания на высшие государственные должности, были очень широки. Так например, для жеребьёвки в состав Синьории в начале XV века предлагалось около 2000 кандидатов. Ещё большее количество граждан находилось в списках для избрания нижестоящих магистратов. В конце XIV века контроль над процедурой выборов установила правящая олигархия во главе с Альбицци, чем было обеспечено сохранение её власти в течение нескольких десятилетий.
В среднем на 50 000—100 000 горожан приходилось не более 5000-8000 обладавших правом голоса, при этом почти половину населения города составляли несовершеннолетние.
Со второй половины XIV века особое значение в политической системе начали приобретать чрезвычайные комиссии — балии (итал. balia, балия), формируемые в периоды внутренних или внешних кризисов, которым передавались на ограниченное время особые полномочия в республике. Наибольшую роль играл Совет Восьми (итал. Otto della guerra), руководивший военными действиями в период Войны восьми святых (1375—1378), который после прихода к власти олигархии (1382) приобрёл постоянный характер. В период войны с Луккой (1429) был сформирован Совет Десяти (итал. Dieci della guerra), установивший контроль за действиями Синьории. Другие бальи занимались определением лиц, подлежащих изгнанию, и формированием списков граждан для замещения государственных должностей, и таким образом стали орудием влияния правящей олигархии. Однако бальи никогда не пытались узурпировать власть в государстве и полностью подмять под себя демократическую конституцию.
К концу XIV века роль коллегии приоров, а также Советов коммуны и народа в процессе принятия политических решений резко сократилась. При Синьории был создан ещё один совещательный совет, в который вошли представители ведущих семей, и в котором фактически сконцентрировались рычаги управления государством при сохранении старой демократической системы советов и магистратов. Роль младших и средних цехов в управлении была существенно ограничена. 60-70 ведущих семей «жирных пополанов» путём манипуляции выборами и устранения неугодных из списков для голосований обеспечили себе господство в государстве, причём к 1420-м годам их влияние уже не зависело от занимаемых в государственном аппарате должностей.

### Финансовая система. Вооружённые силы
Первоначально доходная часть бюджета флорентийской коммуны формировалась, главным образом, за счёт таможенных пошлин и налогов на торговые операции. Определённое значение имели доходы от судопроизводства (штрафы, пошлины), а также экстраординарные поступления в казну в случае конфискаций имущества осуждённого или изгнанного гражданина Флоренции. Бурная торговая жизнь позволяла достаточно хорошо финансировать расходы республики, в том числе военные походы против тосканских феодалов и соседних коммун и содержание государственного аппарата. Однако в XIV веке с усилением внешней угрозы и формированием громоздкой системы управления традиционных источников финансовых поступлений стало не хватать. Огромные суммы поглощали войны, ведущиеся Флоренцией силами наёмных армий. Кроме того, правящая торгово-ремесленная верхушка всячески избегала повышения пошлин и косвенных налогов. Периодические банковские кризисы в Европе и рост конкуренции нидерландских и английских сукноделов также обостряли ситуацию. В результате к началу XV века флорентийское правительство начало активно прибегать к практике принудительных займов (например, заём 1424 года в размере 150 тысяч золотых флоринов). Однако кардинальным нововведением стало введение всеобщего налогообложения. В 1427 году, несмотря на сопротивление части олигархии, была проведена всеобщая оценка движимого и недвижимого имущества граждан Флоренции и введён единый налог на имущество и капиталы в размере 0,5 %. Хотя практика уплаты налогов на имущество существовала несколько веков, именно составление кадастра в 1427 году и законодательная фиксация размера налога стали основой новой финансовой системы государства. В 1433 году налог на имущество и капиталы стал прогрессивным: в зависимости от размеров имущества налогоплательщики вносили в государственную казну от 1 до 3 %.

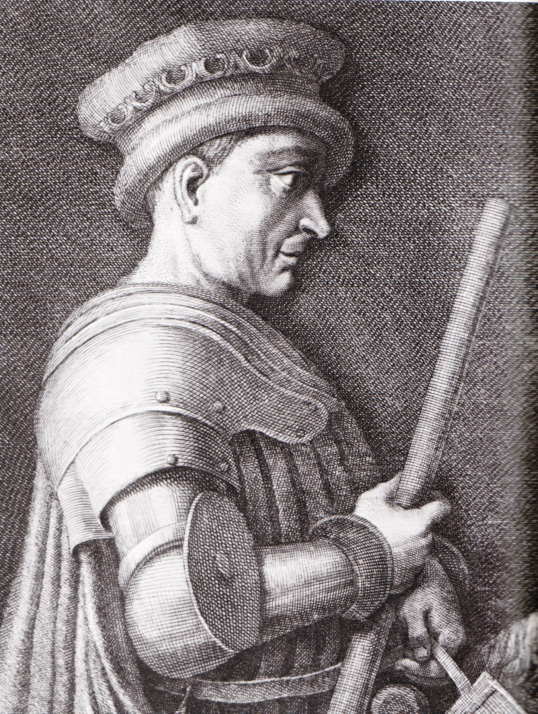
Джон Хоквуд — кондотьер на службе у Флоренции (конец XIV века)

Ядром вооружённых сил ранней флорентийской республики было ополчение горожан. Для своего времени это была достаточно эффективная армия, объединённая общим духом борьбы за свободу коммуны. Этим силам удалось подчинить Флоренции сельскую округу, разбить феодалов и разрушить их замки. Во главе ополчения стояли, обычно, урбанизированные мелкие рыцари — вальвассоры, перешедшие на службу коммуны. Однако после прихода к власти во Флоренции пополанов и изгнания феодалов военная сила городского ополчения стала падать: взяв в свои руки управление республикой, торгово-ремесленные круги потеряли интерес к службе в армии, а навыки и тактика военных действий были утрачены. Республика была вынуждена приглашать для своей защиты иностранных правителей — Карла Анжуйского, Готье де Бриенна, Роберта Неаполитанского, — приводивших собственные рыцарские армии. Опыт вооружённой борьбы горожан за свою свободу трансформировался в военизированные территориально-семейные организации пополанов, объединённые в «знамёна» (гонфалоны, округа) Флоренции, во главе которых стояли «капитаны народа». Эти формирования обеспечивали на протяжении нескольких веков сохранение республиканской конституции Флоренции и не допускали установления в стране тирании.
С падением значения пополанского ополчения Флоренция начала прибегать к найму военных отрядов для защиты своей территории и присоединения новых земель. В результате к XIV веку вооружённые силы республики состояли практически исключительно из иностранных наёмников, во главе которых стоял кондотьер, который набирал отряд и заключал договор о военной службе с представителями республики. Уже в битве при Монтаперти в 1260 году на стороне республики сражались 200 наёмников-кавалеристов из Романьи. В разное время на службе у Флоренции находились такие прославленные кондотьеры, как Раймонд де Кордона, Джон Хоквуд, Франческо Сфорца, Эразмо да Нарни. Хотя профессиональные армии кондотьеров превосходили по боевым качествам современные им рыцарские ополчения, их нежелание жертвовать собой ради нанявшего их государства, а также частые переходы на службу к противнику, предложившему большее вознаграждение, создавали существенные трудности в проведении Флоренцией внешней политики. Бесславные кампании республики во время Войны восьми святых (1375—1378 гг.) или войны с Луккой 1429—1433 гг. значительно ослабляли международное положение республики и вели к острым государственным кризисам.

### Начало эпохи Возрождения во Флоренции

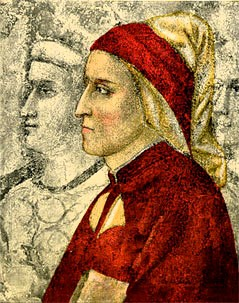
Данте. Фрагмент фрески Джотто в Палаццо дель Барджелло.

Раннее развитие коммуны во Флоренции, формирование городской культуры, возникновение гражданского общества и коммунального патриотизма, демократизация системы управления, а также интерес к античности, привели к складыванию во Флоренции в XIII веке гуманистического мировоззрения с его интересом к человеку и обществу. Для Флоренции было особенно характерно раннее возникновение идеи о свободе как великой ценности флорентийского государства и особая гордость за его республиканский строй. Именно Флоренция стала первым лидером в итальянском гуманистическом движении. Крупнейшей фигурой нарождающегося гуманизма стал флорентиец Данте Алигьери (1265—1321), который заложил основы итальянского литературного языка и создал совершенно новую, гуманистическую литературу. Его последователи Франческо Петрарка (1304—1374), родоначальник лирической поэзии, и Джованни Боккаччо (1313—1375), основоположник жанра новеллы, также происходили из Флоренции. Взаимоотношения человека и общества и проблемы равенства и патриотизма нашли своё отражение в произведениях флорентийца Леонардо Бруни (1375—1444). Высокого уровня достигла историческая литература в работах Дино Компаньи (1255—1324) и Джованни Виллани (1275—1348).

Собор Санта-Мария-дель-Фьоре. Архитекторы Арнольфо ди Камбио, Филиппо Брунеллески

Гуманистическое мировоззрение способствовало формированию во Флоренции одного из важнейших центров европейского искусства. Город стал центром Проторенессанса и Раннего Возрождения в Италии. Сформировалась целая флорентийская художественная школа, одна из основных школ итальянского Возрождения. Её родоначальником стал Джотто ди Бондоне (1276—1337), отошедший от канонических принципов средневекового искусства и заложивший основу искусства Ренессанса. Среди наиболее талантливых последователей был Мазаччо (1401—1428), один из крупнейших итальянских художников Раннего Возрождения. В начале XV века начался расцвет флорентийской скульптуры и архитектуры. Творчество Лоренцо Гиберти (1381—1455) и Филиппо Брунеллески (1377—1446), Донателло (1386—1466) достигло небывалых высот по выразительности и реализму. Главной темой их искусства стала героизация идеала человеческой личности. Здания и монументы, созданные этими мастерами, стали главным украшением Флоренции и принесли ей мировую славу.
Традиции, заложенные великими флорентийцами конца XIV — начала XV веков, были развиты в творчестве мастеров Высокого Возрождения, расцвет которого пришёлся на период Синьории Медичи во Флоренции.

## Синьория Медичи

### Становление синьории Медичи (1434—1469)

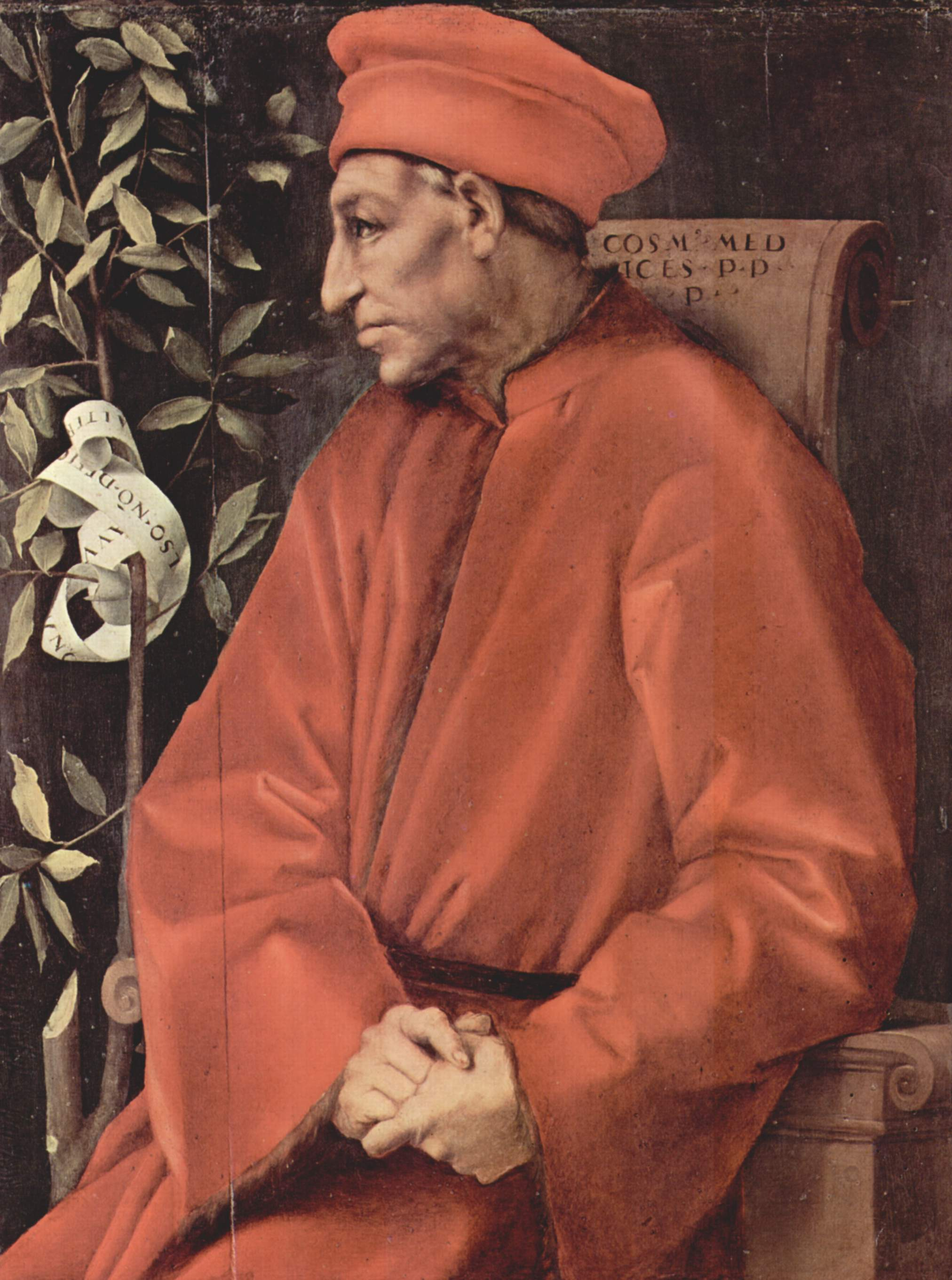
Козимо Медичи. Портрет работы Якопо Понтормо, 1518—1519

Основу благосостояния семьи Медичи заложил Джованни де Медичи (1360—1429), который основал во Флоренции банк, вскоре ставший одним из богатейших в Италии. В начале XV века в республике уменьшилось значение традиционных отраслей производства (сукноделие, шерстяная промышленность), зажатых в тесные рамки цеховой регламентации и страдающих от конкуренции иностранных ремесленников, а на первый план в экономике вышли банковские операции. Флоренция стала крупнейшим финансовым центром Западной Европы, а банк Медичи — крупнейшим европейским банком. Его филиалы находились в Риме, Генуе, Неаполе, Венеции, Авиньоне, Брюгге и Лондоне, более половины своих доходов он получал из Рима, став главным кредитором папской курии и самой флорентийской республики, чья финансовая система оказалась расстроенной неудачными войнами с Луккой и миланскими Висконти. Во Флоренции Джованни де Медичи завоевал широкую популярность в народе (главным образом, у жителей контадо и подвластных Флоренции городов, а также пополанов квартала Сан-Джованни) благодаря своей репутации, уважению к республиканскому строю и финансовой поддержке своих сторонников. Влияние семьи Медичи вызывало неудовольствие правящей олигархии Альбицци и Строцци, и в 1433 году Козимо Медичи, сын и наследник Джованни, был изгнан из республики.
Однако уже в 1434 году победу на выборах в правительство Флоренции одержали сторонники Медичи. Козимо триумфально вернулся на родину. Попытка Ринальдо Альбицци осуществить государственный переворот провалилась, и старая олигархия была вынуждена бежать из страны. Была образована комиссия Десяти, которая получила право избирать приоров и отбирать кандидатов на другие высшие должности Флоренции, упразднив таким образом традицию выборов по жребию. Хотя республиканская конституция и все органы управления коммуны были сохранены, а сам Козимо не занял никаких специальных постов в государстве, он стал фактическим правителем Флоренции. Комиссия Десяти, членом которой с 1438 года стал Козимо Медичи, оттеснила от управления все другие высшие органы республики и сконцентрировала в своих руках властные механизмы. Это позволило обеспечить стабильность в государстве, однако на смену институту демократических выборов пришла система личной власти «синьора» Флоренции. Тем не менее, для политики Козимо и его преемников были характерны демонстрация и культивирование принципа соглашательства и покорности воле государства как средства достижения единства гражданского общества и укрепления собственной власти. Медичи стали мастерами компромисса; ведя диалог со всеми социальными слоями, они способствовали утверждению идей толерантности во флорентийской республике.

Система равновесия в Италии в 1454—1492 гг.: Итальянская лига

Внешняя политика Флоренции всецело контролировалась и направлялась Козимо Медичи. Главную угрозу республике представляло Миланское герцогство Филиппо-Марии Висконти. Заключив союз с Венецией и наняв крупную армию кондотьеров, флорентийские войска нанесли в 1440 году поражение миланцам при Аньяри. Это позволило вытеснить Висконти из Тосканы и присоединить верховья Арно с городом Поппи. В последовавшей борьбе за престол Милана Козимо активно поддерживал Франческо Сфорца, что после коронации последнего герцогом Милана в 1450 году обеспечило установление длительного мира между двумя государствами. Флорентийско-миланский союз встретил противника в лице венецианско-неаполитанского блока, однако под влиянием папы Николая V в 1454 году был заключён Лодийский мир, подписанный всеми крупнейшими государствами Апеннинского полуострова, который установил систему равновесия в Италии и открыл длительный период мирного сосуществования итальянских государств.
Установление мира и проведение во Флоренции Вселенского собора в 1439—1445 годах, на котором была заключена уния с православной церковью Константинопольского патриархата (т. н. Флорентийская уния), существенно подняли престиж республики. Однако продолжала существовать оппозиция власти Медичи во Флоренции: в 1458 году сложился заговор Луки Питти с идеями восстановления демократии, который на некоторое время заставил Козимо восстановить выборы по жребию. Даже после их вторичной отмены Медичи были вынуждены учитывать мнение оппозиции и избегать открытого нарушения республиканской конституции. Широкая популярность Козимо сохранялась на всём протяжении его правления. При нём во Флоренции была открыта первая в Европе публичная библиотека, в 1462 году была возрождена Платоновская академия, велось активное строительство и благоустройство города. Козимо Медичи стал активным покровителем искусств и обеспечивал заказами Донателло, Брунеллески и Фра Анджелико.
После смерти Козимо в 1464 году оппозиции во главе с Николо Содерини удалось провести закон о восстановлении выборов по жребию и избрании гонфалоньера. Однако попытки демократических реформ были провалены в советах сторонниками Медичи. В 1466 году был раскрыт новый заговор Питти и Содерини. В поддержку оппозиции выступила Венеция, но в 1468 году её войска были разбиты коалицией Флоренции, Милана и Неаполя.

### Расцвет и падение синьории (1469—1494)

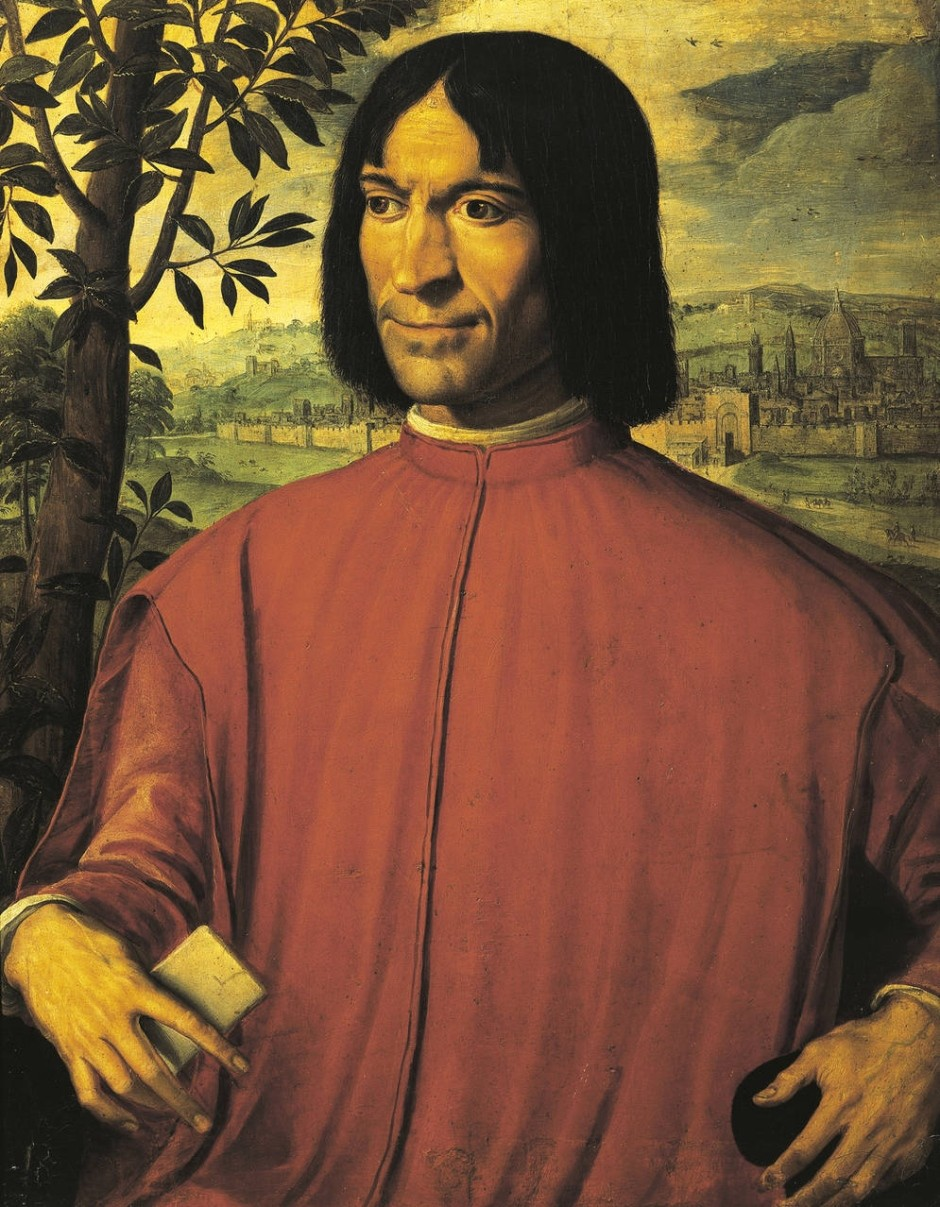
Лоренцо Великолепный

Наивысшего расцвета Флоренция достигла в период правления Лоренцо Медичи (1469—1492), прозванного Великолепным. Длительный период мира способствовал благополучию и процветанию республики. Падение производства сукна было компенсировано бурным развитием производства шёлковых тканей, по объёму экспорта которых Флоренция вышла на одно из первых мест в Европе. Продолжался подъём торговли, прежде всего с Турцией, Францией и Левантом, а также международных кредитных операций флорентийских банковских домов. Благодаря меценатству Лоренцо Медичи и активному поощрению искусств город стал главным центром итальянского Возрождения. В это время здесь творили Джованни Пико делла Мирандола, Анджело Полициано, Сандро Боттичелли, Микеланджело Буонарроти. Во Флоренции активно велось новое строительство и благоустройство города.
Стабильность власти была обеспечена реформированием государственного аппарата. При сохранении республиканских органов в 1480 году был учреждён дополнительный Совет Семидесяти, который приобрёл функции правительства и оттеснил от власти старые коллегии, приоров и гонфалоньера. При Совете были сформированы два постоянных комитета: Совет Восьми, ответственный за внешнюю политику и ведение войны, и Совет Двенадцати, управляющий финансово-кредитной и торговой политикой, а также занимающийся вопросами внутренних дел и юстиции. Старые законодательные советы сохранились, но их полномочия были ограничены одобрением решений Совета Семидесяти. В 1480 г. была проведена налоговая реформа и резко повышен размер налога на имущество. Важным моментом налоговой реформы Лоренцо Медичи было то, что она не затрагивала обложение земельной ренты. Это поощряло вывод капитала флорентийской буржуазией из производства и торговли и его вложение в землю и дало толчок процессам «одворянивания» крупной буржуазии республики. Режим Лоренцо Великолепного также характеризовался хорошо поставленной пропагандой, способствующей сплочению общества под руководством дома Медичи.
Тем не менее, внутренняя оппозиция правлению Медичи во Флоренции оставалась достаточно значительной. В 1471 году восстала Вольтерра, но этот мятеж был жестоко подавлен в 1472-м. В 1478 году сложился заговор Франческо Пацци, поддержанный крупными банковскими домами республики и папой римским. 26 апреля 1478 году во время церковного богослужения заговорщики убили Джулиано Медичи, брата Лоренцо, и совершили покушение на самого Лоренцо. Хотя горожане поддержали Медичи и заговорщики были арестованы, оппозиция сохранила серьёзные позиции в органах управления, в том числе и в составе Совета Семидесяти, и не позволяла Лоренцо ликвидировать республиканские институты.

Флорентийская республика в 1494 году и территории, присоединённые при Медичи (зелёный цвет)

Наибольших успехов при Медичи Флоренция достигла на международной арене. Строгое следование союзу с Миланом и Неаполем сочеталось с гибкостью в отношении папства. Это способствовало превращению республики в главного гаранта системы итальянского равновесия, которое обеспечило относительно мирное существование государств Италии с 1454 по 1494 год. В начале правления Лоренцо отношения республики с папой Сикстом IV были достаточно прохладными: папа поддержал заговор Пацци, наложил интердикт на Флоренцию, а в 1479 году предпринял вторжение на территорию республики. Но уже в 1480 году Лоренцо удалось заключить мир с папой, а в 1484-м благодаря вмешательству Флоренции удалось мирным образом урегулировать конфликт Рима с Феррарой. В 1487 году была приобретена Сарцана — важный плацдарм на Лигурийском побережье. Однако главным достижением внешней политики Флорентийской республики в период правления Лоренцо Великолепного стало успешное удерживание Франции от вмешательства в итальянские дела.
Однако несмотря на все успехи и относительное благополучие, Флорентийской республике было не по средствам поддерживать статус великой державы. Рост налогов и непроизводительных расходов государства в правление Лоренцо, пышность его двора, постоянные празднества и турниры вызывали подъём недовольства средних слоёв населения. Отсутствие постоянной армии делало республику уязвимой перед лицом сильного внешнего противника. Система итальянского равновесия держалась фактически лишь на авторитете Лоренцо Великолепного. Поэтому, когда в 1492 году Лоренцо скончался, эта система рухнула: вспыхнул конфликт Милана и Неаполя, в котором сын Лоренцо Пьеро принял сторону последнего. Миланский герцог Лодовико Сфорца обратился за помощью к Франции. При пассивности Флоренции французские войска под командованием Карла VIII в августе 1494 года вторглись в Италию. Это стало началом Итальянских войн. Когда французы подошли к границам республики, Пьеро без сопротивления подписал капитуляцию и передал Карлу VIII крепости Сарцана, Пизу и Ливорно. Как только условия договора стали известны, во Флоренции вспыхнуло восстание. Медичи были изгнаны, в стране была восстановлена республиканская конституция.

## Вторая республика (1494—1512)

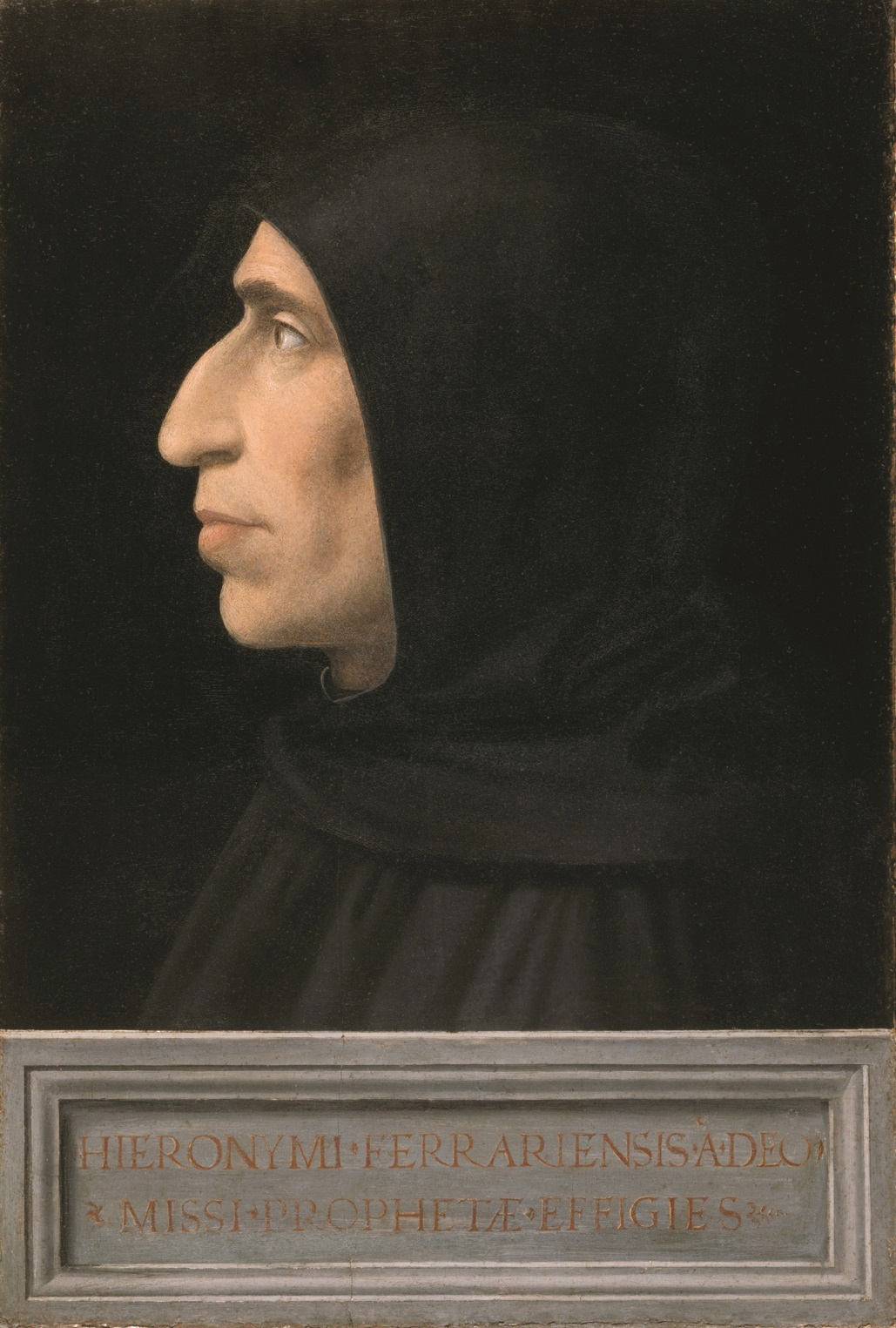
Джироламо Савонарола. Портрет работы Фра Бартоломео, около 1498 г.

После изгнания Медичи во Флоренции была восстановлена старая республиканская конституция. Народное собрание избрало коллегию двенадцати аккопьяторов для отбора кандидатур на замещение высших государственных должностей. Был создан новый высший законодательный орган — Большой совет (по образцу венецианского Большого совета) из 3000 человек (1/5 граждан республики с правом голоса), под контроль которого были поставлены все высшие органы управления. В стране развернулись бурные дебаты о путях государственного развития республики. Во главе демократического движения встал Джироламо Савонарола, талантливый проповедник и сторонник реформирования общества в духе строгого следования моральным заповедям. Ещё в конце правления Медичи он приобрёл колоссальное влияние во Флоренции, особенно в вопросах этики и религии. Под его влиянием синьором республики был провозглашён Иисус Христос, из Флоренции были изгнаны ростовщики, проведено прощение долгов, запрещены развлечения и празднества, стали сжигать предметы роскоши, картины, «безнравственные» книги (например, Боккаччо). Савонарола пытался построить во Флоренции образцовое христианское государство. Он не занимал государственных должностей, но благодаря своему авторитету контролировал всю политическую систему республики. В области внешней политики Савонарола и другие лидеры новой республики ориентировались на Францию. Но после ухода французов из Италии в конце 1494 года Флоренция оказалась в крайне трудном положении: восстание в Пизе привело к отделению этого города от республики, Сарцана была захвачена Генуей, Пьетрасанта — Луккой. Враждебно к Флоренции из-за проповедей Савонаролы был настроен и папа Александр VI.

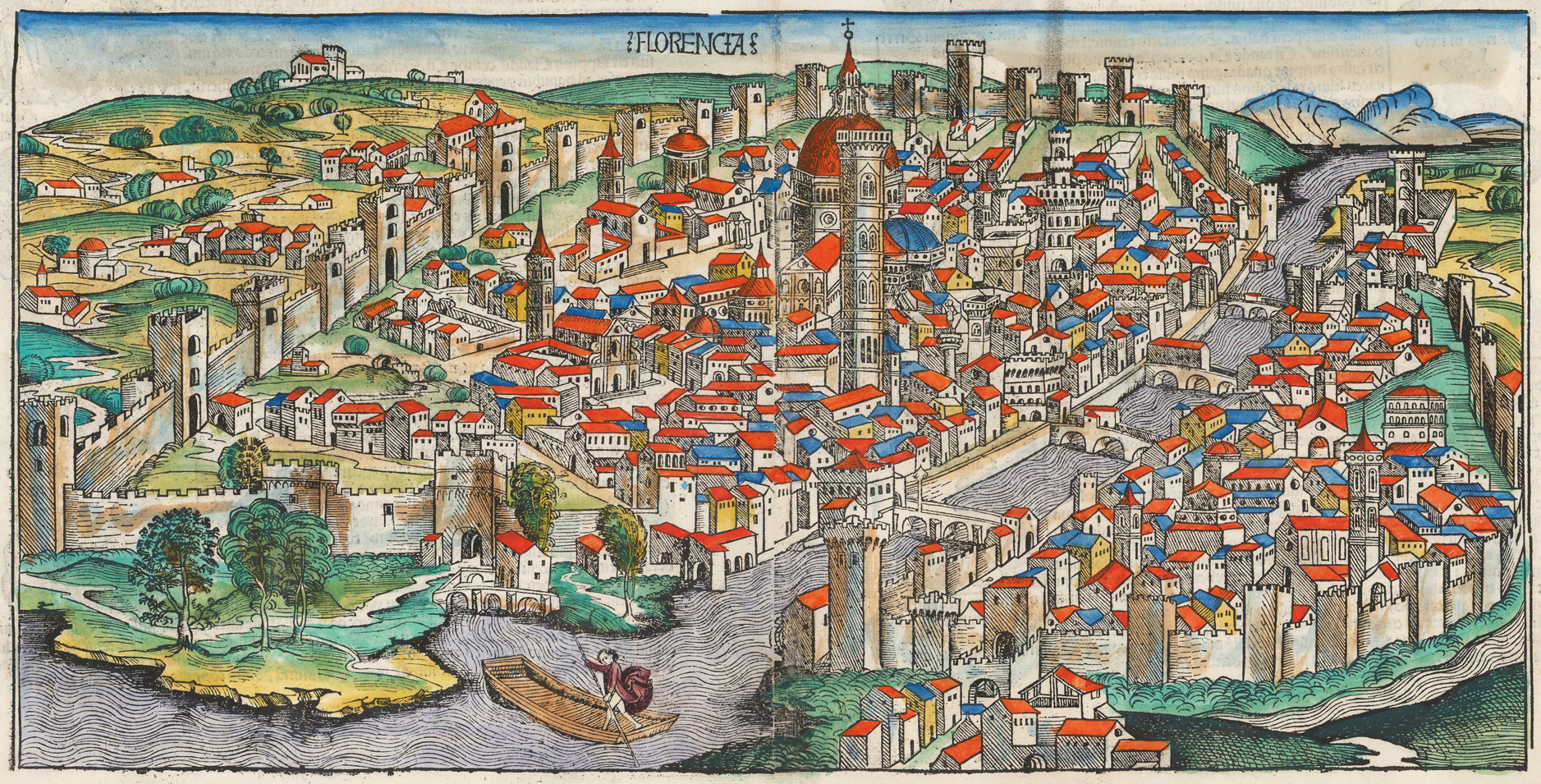
Флоренция в 1493 году. Ксилография из «Нюрнбергской хроники»

Главными противниками Савонаролы были ведущие флорентийские семьи, сторонники возврата к олигархии начала XV века («беснующиеся»; итал. arrabbiati), и приверженцы правления Медичи («серые»). В условиях формирования в 1496 году антифранцузской лиги итальянских государств, давление на республику резко усилилось. В 1497 году папа объявил проповеди Савонаролы еретическими, отлучил его от церкви и потребовал выдачи. В марте 1498 года большинство в правительстве республики перешло к противникам Савонаролы. По приказу папы проповедник был арестован и 23 мая казнён.
После смерти Савонаролы правительство республики обратило всю свою энергию на подавление пизанского восстания. Однако осада Пизы обернулась позорным поражением армии кондотьеров, нанятых Флоренцией. Ситуация обострилась с формированием в Романье сильного государства Чезаре Борджиа. В 1501 году Чезаре атаковал Флоренцию. Это вызвало восстания в Ареццо, Монтепульчано и Пистойе. Республика была не в силах оказать эффективного сопротивления. Лишь вмешательство Франции заставило Чезаре Борджиа вывести войска из долины Арно. Внешнеполитический кризис вызвал обострение внутренних проблем. Огромный, демократический Великий совет и частая смена высших должностных лиц республики препятствовали укреплению государства.

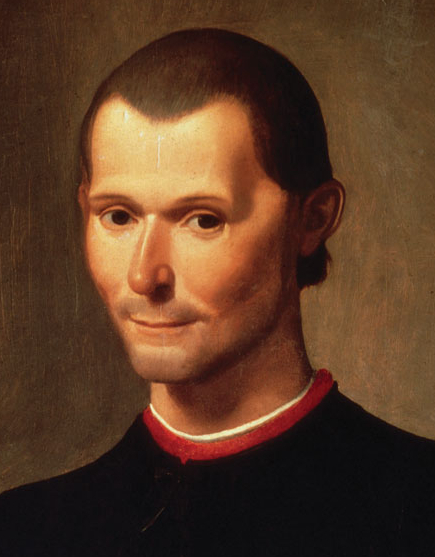
Никколо Макиавелли. Фрагмент портрета работы Санти ди Тито (ит.)

В 1502 году была проведена кардинальная реформа системы управления: должность гонфалоньера справедливости стала пожизненной. 1 ноября 1502 года гонфалоньером республики был избран Пьеро Содерини, советником при котором вскоре стал Никколо Макиавелли. Правительство, наконец, приобрело стабильность и авторитет, несколько улучшилось финансовое состояние, а после смерти папы Александра VI, краха государства Чезаре Борджиа и заключения в 1505 году франко-испанского мира нормализовалось и внешнеполитическое положение Флоренции. Под влиянием Макиавелли была проведена военная реформа: республика отказалась от использования наёмных отрядов и в 1506 году сформировала национальную армию — народную милицию. Новые войска Флоренции осадили и в 1509 году захватили Пизу, восстановив тем самым территорию государства.
Однако в целом Флорентийская республика оставалась относительно слабой: в стране продолжала существовать сильная патрицианская оппозиция демократической конституции, отсутствовали финансовые и военные силы, достаточные для того, чтобы выступать на политической арене на равных с великими державами. Профранцузский курс Содерини в условиях объединения всей Италии против Франции также нёс в себе существенную угрозу для республики. В результате войны Священной лиги к 1512 году французы были вытеснены из Италии. Флоренция осталась в полной политической изоляции. На Мантуанском конгрессе 1515 года государства Священной лиги признали право Медичи на Флоренцию. На территорию республики вторглась испанская армия Кардоны, которая захватила Прато и подошла к Флоренции. Город охватила паника, Содерини бежал в Рагузу, правительство оказалось неспособным к сопротивлению. Флоренция вскоре капитулировала, согласилась на возвращение власти Медичи и уплату контрибуции в размере 140 тысяч дукатов.

## Реставрация Медичи (1512—1527)

Герб дома Медичи

После реставрации Медичи в 1512 году народное собрание Флоренции выбрало специальный комитет Сорока пяти (позднее — шестидесяти пяти) для реформирования государственного устройства, большинство в котором принадлежало сторонникам Медичи. Председателем комитета стал кардинал Джованни Медичи, сын Лоренцо Великолепного. Большой совет и народная милиция были ликвидированы, а органы, существовавшие при Лоренцо, — восстановлены. Формально, согласно новой государственной системе, высшая власть принадлежала Совету Семидесяти и Синьории из восьми приоров и гонфалоньера, однако в реальности рычаги управления были сосредоточены в специальной комиссии (балье), ставшей постоянным институтом. Балья назначала каждые два месяца членов Синьории и определяла внутреннюю и внешнюю политику государства. Фактически власть принадлежала единолично кардиналу Джованни Медичи, направлявшему работу бальи и других органов управления.
В 1513 году Джованни Медичи был избран папой римским под именем Льва X. В результате Флоренция стала придатком папского государства. Вся внешняя политика республики была полностью подчинена интересам Рима. Номинально правителем Флоренции был объявлен брат Льва X Джулиано Медичи, герцог де Немур, а после его смерти в 1516 году — сын Пьеро Медичи, Лоренцо Медичи, герцог Урбинский. Однако фактически внутреннее управление республикой продолжало оставаться в руках папы Льва X. В это время резко усилилась ориентация Флоренции на Францию: Лоренцо II женился на принцессе французского королевского дома, а его дочь Екатерина позднее стала королевой Франции. После смерти Лоренцо Урбинского в 1519 году Флорентийская республика была передана под управление кардинала Джулио Медичи, незаконного сына Джулиано Медичи, убитого во время заговора Пацци. При кардинале Джулио во Флоренции установилось относительное спокойствие, стабилизировалась государственная система и финансовое состояние. Его внутренняя политика продолжала традиционное для Медичи заигрывание со всеми социальными слоями общества и показную приверженность демократическим и республиканским ценностям.
Реставрация Медичи совпала по времени с началом общего упадка экономики Италии вообще и Флоренции в частности. Внутренний рынок оставался слабым вследствие протекционистской политики каждого из итальянских государств и многочисленных таможенных ограничений. Всевластие флорентийских торгово-финансовых кругов препятствовало развитию промышленности в других городах республики, а сельская округа эксплуатировалась исключительно в интересах Флоренции. Главным рынком сбыта промышленности республики оставались иностранные государства, однако с конца XV века флорентийцев стала вытеснять из Англии, Франции и других стран усиливающаяся национальная буржуазия. Более того, английское сукно начало побеждать в конкурентной борьбе на европейских и итальянских рынках флорентийское, а импорт шерсти из Англии и красителей из Леванта резко сократился. Это привело к падению объёма производства в основных отраслях промышленности Флоренции. По сравнению с началом XV века выпуск сукна в 1520-х годах уменьшился почти в 4 раза. Некоторый подъём в производстве шёлковых тканей и предметов роскоши не компенсировал упадка других сфер производства. Открытие Америки и перемещение торговых путей Европы в Атлантику также сильно ударило по флорентийской торговле. Упадок затронул и банковские операции: банкирские дома Флоренции потеряли ведущие позиции в Европе и своё влияние при дворах Англии, Франции и других государств, вытесненные местными финансовыми кругами.

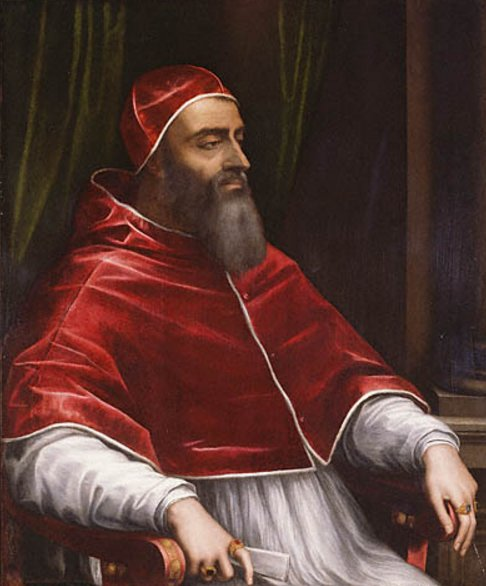
Папа римский Климент VII (Джулио Медичи)

Упадок промышленности, торговли и банковского дела во Флоренции привёл к тому, что флорентийская буржуазия начала выводить свои капиталы из обращения и вкладывать их в приобретение земельных владений. Начала формироваться новая земельная аристократия, ориентированная на получение земельной ренты от сдачи своих владений в аренду крестьянам, которая стала сближаться со старой феодальной знатью. С другой стороны, потеряв работу в городе, многие наёмные рабочие возвратились в деревню, расширив тем самым численный состав крестьянства. Нехватка земель способствовала утверждению во флорентийской деревне мелкой аренды на достаточно тяжёлых условиях: половина сельскохозяйственной продукции крестьянина изымалась в пользу землевладельца. Это приводило к частичному ограничению личной свободы крестьян и складыванию полуфеодальных отношений в аграрном секторе.
В 1523 году кардинал Джулио стал папой Климентом VII. Флоренция вновь оказалась под непосредственным управлением папства. Формальными правителями республик были сделаны несовершеннолетние Ипполито и Алессандро Медичи, незаконнорождённые сыновья Джулиано Немурского и Лоренцо Урбинского, однако рычаги власти остались за папой, назначавшим в республику своих представителей из духовенства. Длительное подчинение Флоренции интересам папства и наступление на республиканские традиции его чиновников в сочетании с ухудшением экономической ситуации и ростом безработицы вызывали постепенный подъём оппозиции правлению Медичи среди широких слоёв населения. Известие о взятии и разграблении Рима немецкими солдатами в 1527 году и бегстве папы Климента VII вызвало восстание во Флоренции и новое изгнание Медичи.

## Падение Флорентийской республики (1527—1532)
После изгнания Медичи во Флоренции вновь была восстановлена республиканская конституция, существовавшая в 1494 году. Высшим органом власти стал Большой совет из двухсот граждан республики, избираемых по старой демократической системе. В компетенцию Большого совета вошло формирование правительства — Синьории из восьми приоров и гонфалоньера справедливости, а также утверждение законов республики. Синьория осуществляла общее руководство внутренней и внешней политикой и разрабатывала проекты законов, выносимые в Большой совет. Особые полномочия были предоставлены Совету Десяти, ответственному за военные вопросы. Гонфалоньер выполнял функции главы государства и избирался на один год, с правом переизбрания неограниченное количество раз.
31 мая 1527 года гонфалоньером Флоренции был избран Николо Каппони, представляющий интересы умеренных республиканцев. Однако в стране немедленно началась острая борьба между различными политическими группировками: фратески (умеренные, главным образом, мелкие торговцы), паллески (сторонники Медичи), оттимати (аристократия) и аррабиати (радикальные демократы, ярые противники Медичи). Борьба закончилась победой радикалов, в основном, мелких ремесленников и торговцев, к которым примкнули низшие социальные слои. Под их давлением летом 1527 г. Флоренция объявила о присоединении к Коньякской лиге и поддержала французское вторжение в Италию. Однако первоначальные успехи французской армии вскоре обернулись поражением при Ландриано. 5 августа 1529 года Франция заключила сепаратный Камбрейский мир с королём Испании и германским императором Карлом V, отказавшись от претензий на итальянские территории. Вскоре из войны вышел и папа римский: подписанием Болонского договора Климент VII обязался короновать Карла V императором и признал испанскую гегемонию в Италии, за что получил обещание имперской помощи в восстановлении власти Медичи во Флоренции.

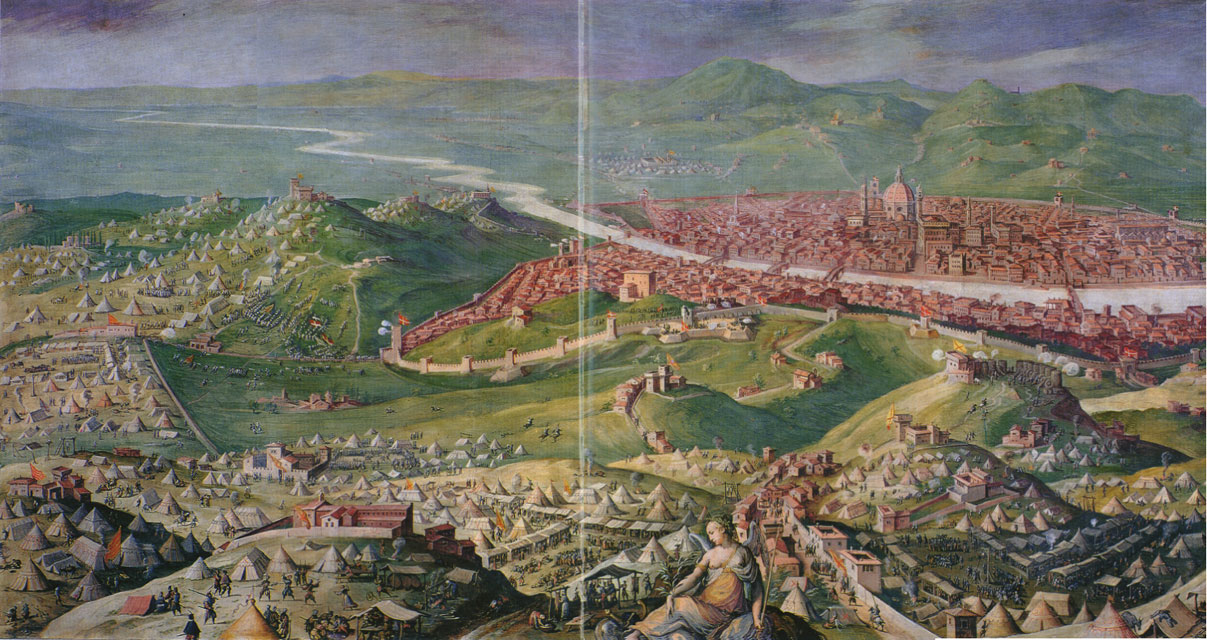
Осада Флоренции. Джорджо Вазари, 1558

После Камбрейского и Болонского договоров сопротивление испанско-имперским силам на Апениннском полуострове продолжала одна лишь Флоренция. В республике была воссоздана народная милиция, были наняты отряды профессиональных кондотьеров, под руководством Микеланджело Буонарроти началось создание сильных фортификационных сооружений для обороны города. Николо Каппони, пытавшийся начать переговоры о мире с папой, был смещён с поста гонфалоньера. К власти пришли радикальные аррабиати во главе с новым гонфалоньером Франческо Кардуччи. Однако в сентябре 1529 года имперские войска вторглись на территорию республики и захватили Фиренцуолу, вызвав панику в столице и бегство многих аристократов и крупных торговцев. К 24 октября армия принца Оранского подошла к Флоренции. Против 40-тысячного имперского войска республика могла выставить не более 13 тысяч солдат. Однако героическая оборона Эмполи и Вольтерры флорентийской армией Франческо Ферруччи смогла на некоторое время сдержать натиск имперских войск и нанести им существенный урон. Но 3 августа 1530 года флорентийцы были разбиты в жестокой битве при Гавинане, в которой пали принц Оранский и Франческо Феруччи. Несмотря на героизм защитников Флоренции, город был обречён. После одиннадцати месяцев обороны начались переговоры с папой. 12 августа 1530 года Флоренция капитулировала и согласилась на возвращение Медичи и реформирование государственного устройства республики.
Вступление в город имперско-папских войск сопровождалось массовыми репрессиями, казнями и изгнанием республиканцев. В 1531 году во Флоренцию прибыл её новый правитель Алессандро Медичи, внук Лоренцо Великолепного. Демократическая конституция была отменена, а в 1532 году Алессандро был провозглашён герцогом Флоренции. Это означало конец Флорентийской республики и её преобразование в наследственную монархию под властью дома Медичи. После присоединения Сиены в 1557 году новое государство получило с 1569 года название великое герцогство Тоскана.

## Культура Флоренции в XV — начале XVI века

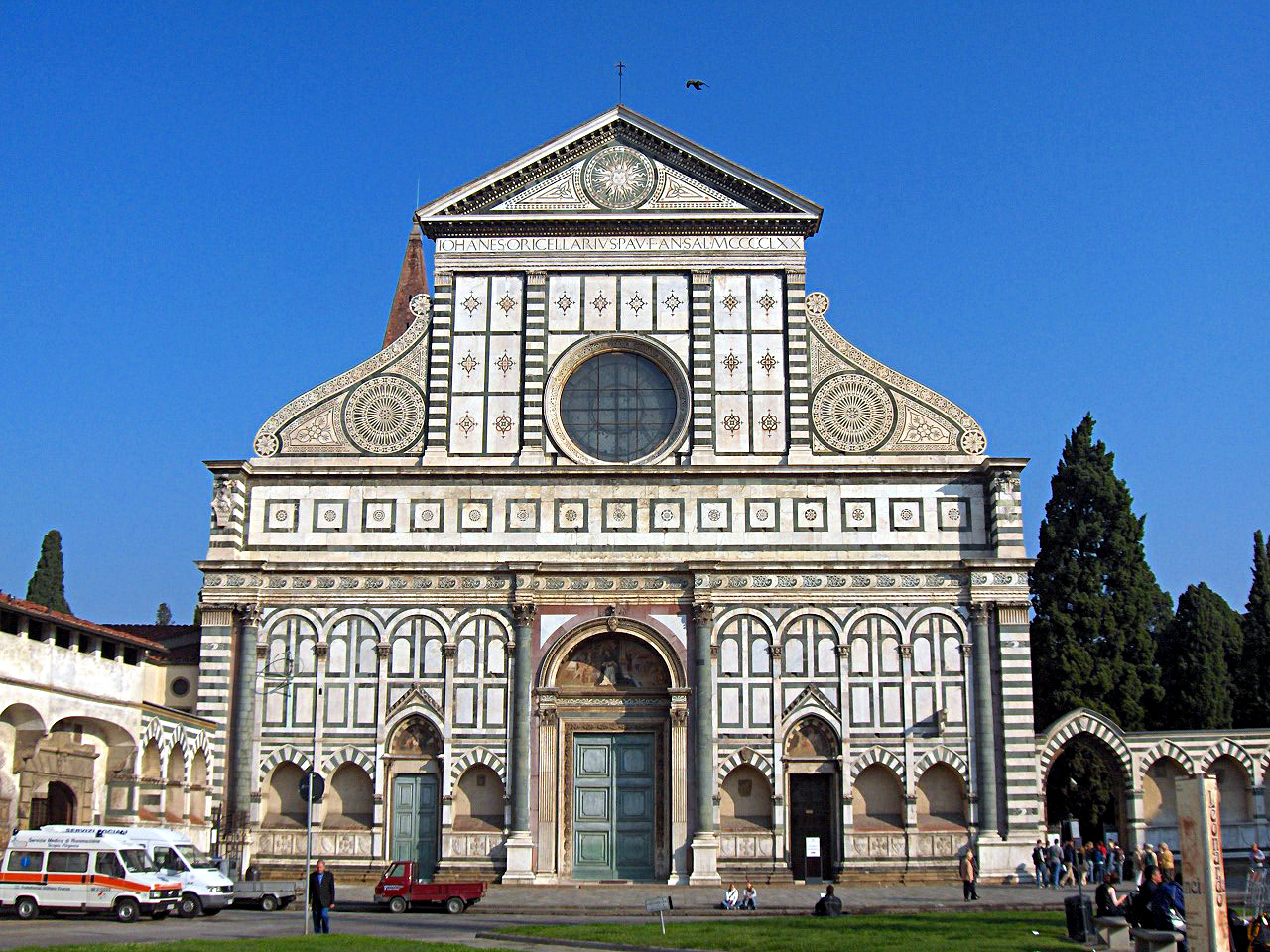
Собор Санта-Мария-Новелла во Флоренции. Архитектор Леон Баттиста Альберти

XV век — период наивысшего подъёма флорентийского искусства. В период правления Козимо и Лоренцо Медичи, активно патронирующих художников, архитекторов, писателей и других деятелей искусств, Флоренция стала ведущим центром итальянского Возрождения. Этому способствовали установившиеся в республике стабильность и процветание. Многочисленный и относительно благополучный торгово-ремесленный социальный слой был хорошо образован, гордился многовековыми республиканскими традициями своей родины и впитал в себя идеи гуманистического движения XIV века. Всё это благоприятствовало расцвету искусств и литературы во Флоренции. Здесь работали такие выдающиеся архитекторы, как Леон Баттиста Альберти, создатель фасада собора Санта-Мария-Новелла, Микелоццо ди Бартоломео, построивший для Козимо Палаццо Медичи-Риккарди, и, наконец, Микеланджело Буонарроти, автор здания Лаврентийской библиотеки. Среди скульпторов особенно выделялся Донателло, возродивший лучшие античные образцы этого искусства. Наибольшее влияние на европейскую культуру имела флорентийская художественная школа и её лидер — крупнейший итальянский художник середины XV века Сандро Боттичелли. Помимо него выдающимися художниками, творившими в это время во Флоренции, были Доменико Венециано, Фра Анджелико, Пьеро ди Козимо, Паоло Уччелло, Алессио Бальдовинетти, Пьеро делла Франческа, Андреа Верроккьо, Фра Бартоломео и Доменико Гирландайо.
Всеевропейскую известность получили работы Никколо Макиавелли, активного политического деятеля Флорентийской республики и основоположника нового, прагматического подхода к теории государства. Под патронажем Лоренцо Медичи работала Платоновская академия, возродившая интерес к Платону и выступившая против средневековой схоластики. Лидером этого движения был Марсилио Фичино. К этому кружку также был близок Джованни Пико делла Мирандола, разработавший собственную философскую концепцию в духе пантеизма и неоплатонизма. Высокого уровня развития достигла историческая наука в работах Макиавелли и Франческо Гвиччардини.

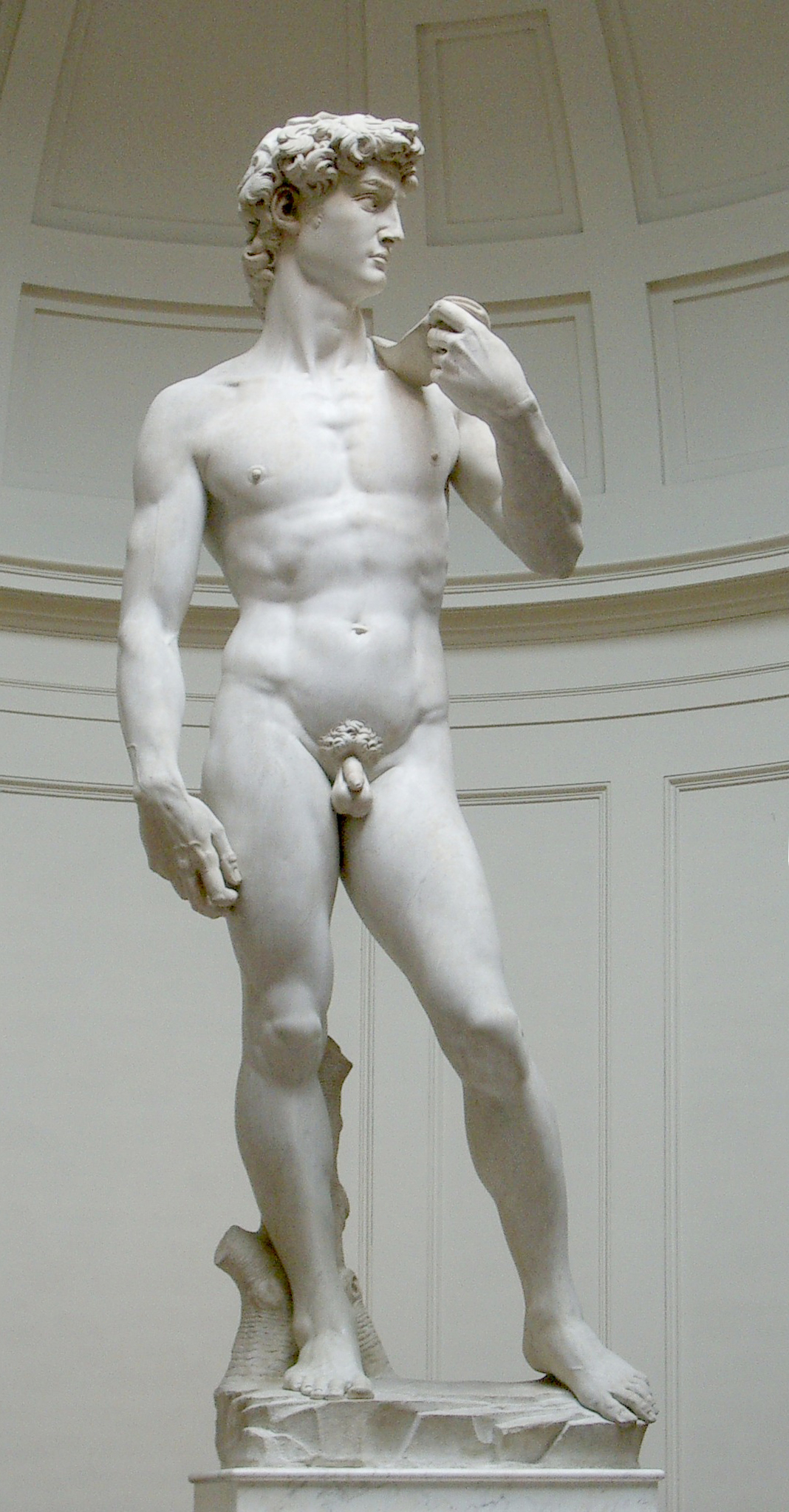
Микеланджело. Статуя Давида.

В конце XV века с началом периода Высокого Возрождения итальянское искусство достигло кульминационной точки своего развития. Деятельность всех трёх титанов Высокого Возрождения — Микеланджело, Рафаэля и Леонардо да Винчи — была связана с Флоренцией. Они обучались во Флоренции и значительную часть своей жизни провели в этом городе. Особенно был тесно связан с Флоренцией Микеланджело, творивший под покровительством пап в период реставрации Медичи и руководивший строительством оборонительных сооружений города во время последней республики 1527—1530 гг. Однако эти три гения уже не представляли собой только флорентийскую школу. Их деятельность имела общеитальянский характер и способствовала расцвету искусства ренессанса в других городах и странах.
В начале XVI века Флоренция постепенно потеряла статус столицы итальянского Возрождения, уступив эту роль Венеции и Риму. В самой республике экономический и политический кризис рубежа веков, войны и государственные перевороты способствовали разочарованию в античных идеалах и появлению особого интереса к субъективному. Гармонический мир Ренессанса переосмысливался исходя из ощущения шаткости человеческой судьбы в руках иррациональных сил. Это привело к возникновению течения маньеризма во Флоренции, яркими представителями которого стали Якопо Понтормо и Россо Фиорентино.